# Gesina Boerma
Gesina Boerma, ook Gesina Bähler-Boerma, (Assen, 14 juli 1874 - Eelde, 21 oktober 1953) was een pionierster in Nederland op het gebied van het dorpshuiswerk. Zij stichtte het eerste dorpshuis in Nederland in de Drentse plaats Paterswolde.

## Leven en werk
Boerma werd in 1874 in Assen geboren als dochter van de Groningse herenboer Alje Luitjes Boerma en Wabina Albers Klunder. Zij groeide op in Blokum nabij Ten Boer. Boerma volgde de driejarige HBS-opleiding in Warffum. Op negentienjarige leeftijd trouwde ze op 2 juni 1894 in het Groningse Ten Boer met de vrijzinnig hervormde predikant Louis Adriën Bähler. Bähler was pacifist, vegetariër en aanhanger van Tolstoj. Boerma kwam via haar man in contact met Emilie Knappert, de stichtster van een van de eerste Volkshuizen in Nederland, het Leidse Volkshuis. Zij schaarde zich achter de ideeën van Knappert en  haar medestanders, die probeerden de ideeën van het Engelse settlementswerk ook in Nederland te realiseren. Toen haar man in 1911 - na diverse conflicten met de kerkelijke autoriteiten - zijn ambt als predikant neerlegde vestigden zij zich in Paterswolde, waar ze in 1912 het landgoed Lemferdinge kochten. Zij konden leven van de erfenis van Boerma; haar vader overleed in 1896 en haar moeder in 1914. Boerma begon in Paterswolde met het opzetten van diverse sociaal-maatschappelijke activiteiten. Zij stichtte in Paterswolde, samen met de emeritus hoogleraar Hajo Uden Meyboom, een dorpse versie van het Leidse Volkhuis, dit werd het eerste dorpshuis van Nederland. De directe aanleiding vormde de uitslag van een enquête over het drankgebruik door de Volksbond tegen Drankmisbruik. Ook voor Paterswolde en omstreken leverde dit onderzoek een weinig florissant beeld op. De problemen werd in de ogen van Boerma veroorzaakt door "onwetendheid en levensleegte". Om deze problemen het hoofd te bieden organiseerde zij daarom tal van cursussen in het dorpshuis. De tuinbouwcursussen van het dorpshuis vormde de basis van de latere tuinbouwschool van Eelde. Ook het bloemencorso Eelde vindt zijn oorsprong in het dorpshuis van Paterswolde. Tevens werd er een leeszaal en een gezondheidscentrum in het dorpshuis gevestigd. Via Knappert, die directeur van de Amsterdamse school voor maatschappelijk werk was geworden, kreeg Boerma voldoende stagiaires om activiteiten in het dorpshuis te organiseren. Daarnaast hield zij zich bezig met de verbetering van de woonomstandigheden in het dorp. Ze richtte een woningbouwvereniging op en was actief bij de bestrijding van tuberculose. Politiek sloot zij zich aan bij de SDAP. Van 1924 tot 1927 vervulde zij voor deze partij het wethouderschap in de gemeente Eelde, waartoe Paterswolde behoorde. Het dorpshuis in Paterswolde stond model voor de stichting van diverse andere buurt- en dorpshuizen in Groningen, Friesland en Drenthe. Boerma werd regelmatig gevraagd hierbij te adviseren. Vanaf 1935 werd Boerma bijgestaan door Margaretha Cornelia van Leeuwen, de vrouw van de graficus Hendrik Nicolaas Werkman. Boerma slaagde er echter niet in om de kloof naar de arbeidersbevolking te dichten. Ondanks haar SDAP-wethouderschap bleef ze, aldus Nijenhuis, gezien worden als "de 'dikke' boerendochter die zich verheven voelt boven de gewone plattelandsbevolking".
Boerma was Ridder in de Orde van Oranje-Nassau. In 1949 kreeg Boerma - bij haar 75e verjaardag - de medaille van verdienste van de gemeente Eelde. Boerma overleed in oktober 1953 in Eelde. Zij en haar man liggen begraven op de begraafplaats van Eelde. Een monument herinnert aan hen. In Paterswolde is een laan - waaraan het dorpshuis staat - naar haar genoemd, de Mevrouw Bähler Boermalaan.

## Externe link

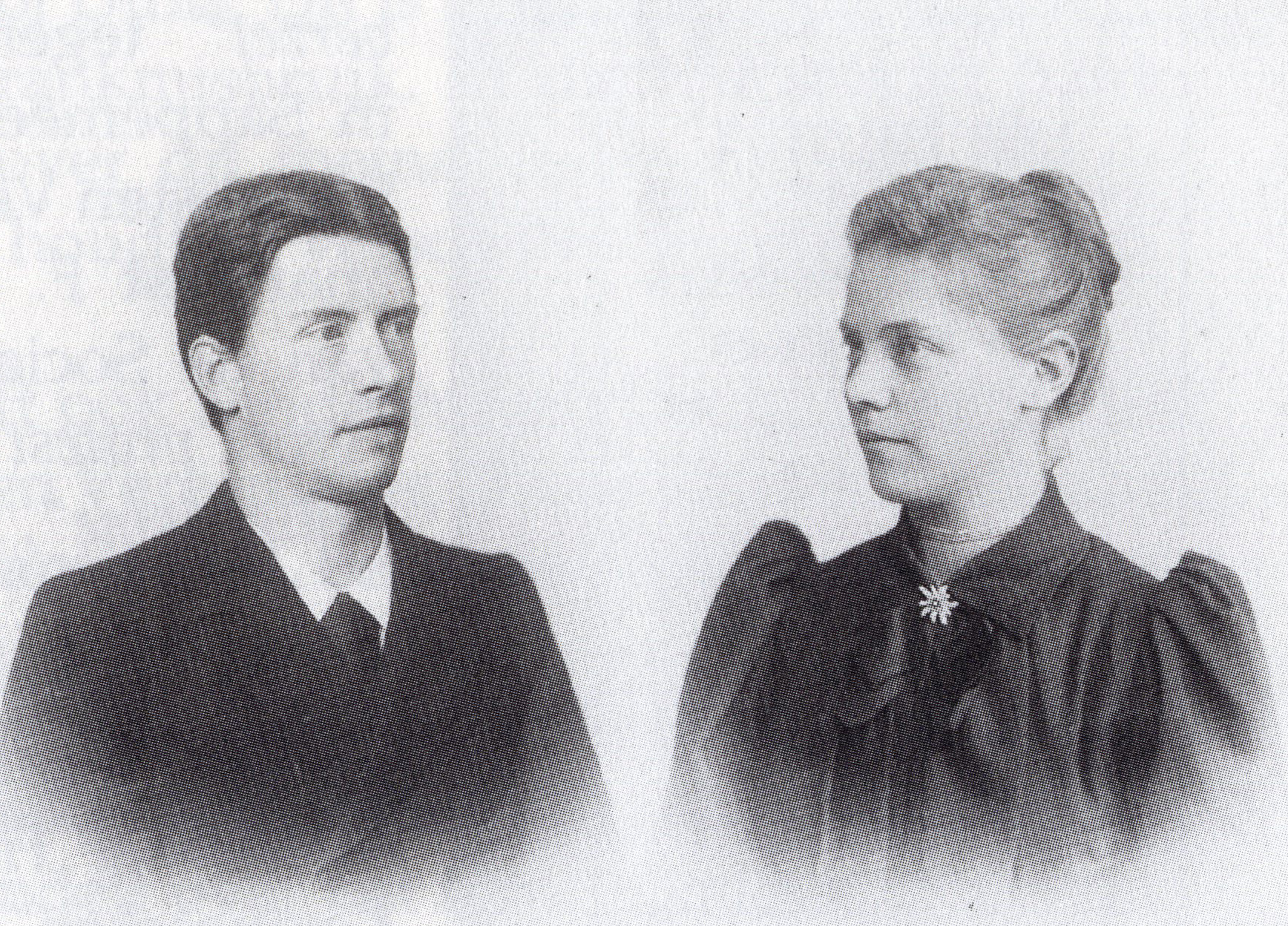
Gesina Boerma en Louis Adriën Bähler twee weken voor hun huwelijk in 1894
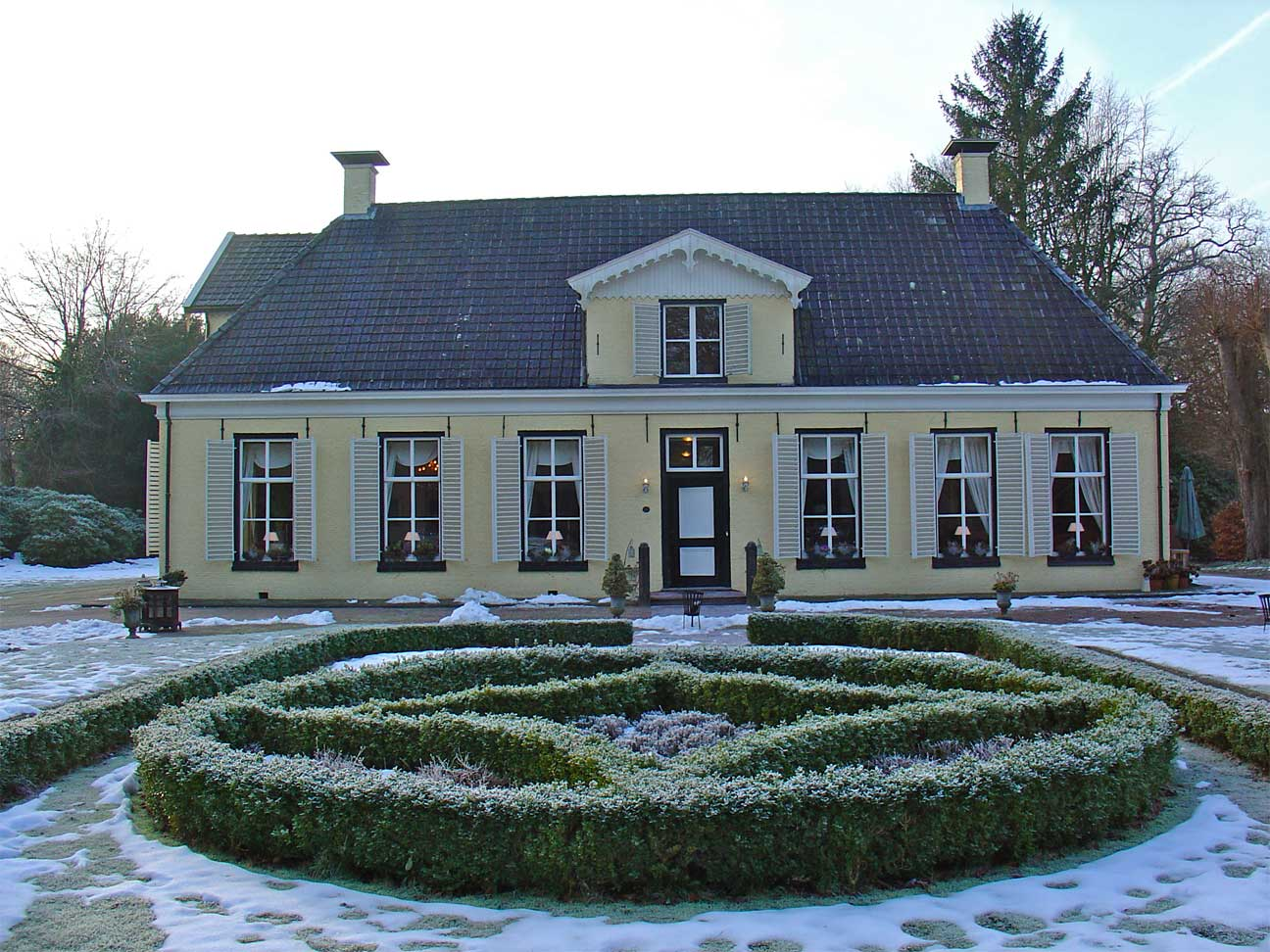
Lemferdinge, vanaf 1912 de woning van het echtpaar Bähler-Boerma